# Абрагам Болдвін

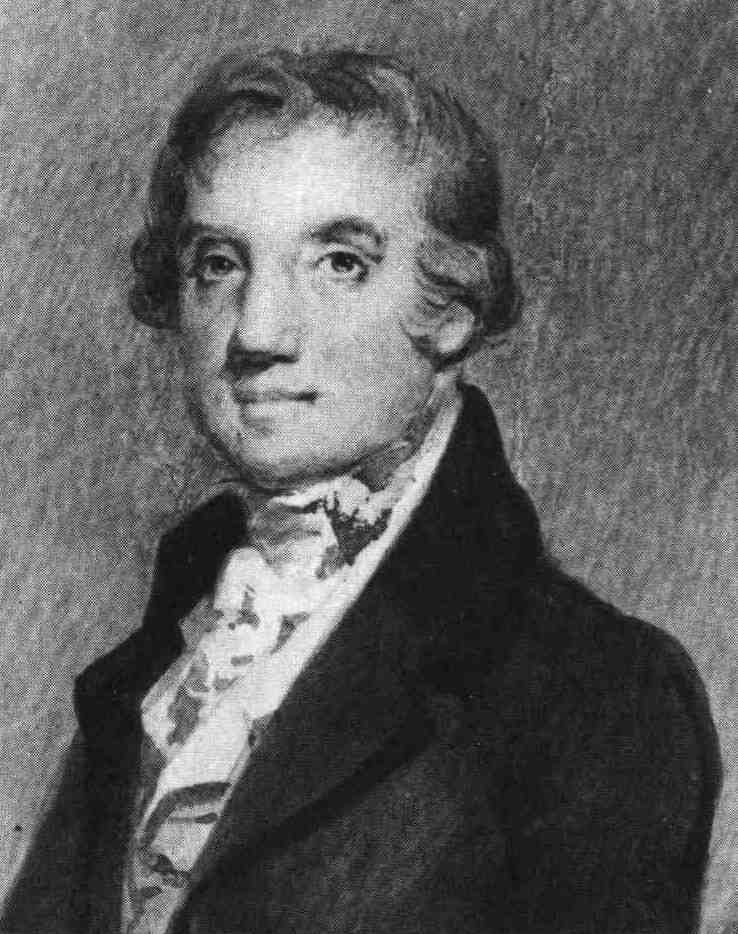

А́брагам Бо́лдвін (англ. Abraham Baldwin; 23 листопада 1754 — 4 березня 1807). Народився у Конектикуті. Відвідував Єльський університет, де вивчав право і класичну літературу. У 1784 році переїхав до штату Джорджія. Був депутатом законодавчого органу штату, делегатом Континентального конгресу і Філадельфійського конвенту, членом Палати представників і Сенату США. Заснував університет штату Джорджія. У Конгресі США обстоював права штатів, хоча під час Філадельфійського конвенту був прибічником сильного федерального уряду.
Ім'я Абрагама Болдвіна зараз носить округ Болдвін в штаті Алабама.